# Canton de Béthune
Le canton de Béthune est une circonscription électorale française du département du Pas-de-Calais.

## Histoire
Le canton de Béthune est créé au XIXe siècle.
Il est supprimé par le décret du 16 août 1973 qui le sépare en deux : canton de Béthune-Nord et canton de Béthune-Sud.
Un nouveau découpage territorial du Pas-de-Calais entre en vigueur à l'occasion des premières élections départementales suivant le décret du 24 février 2014. Les conseillers départementaux sont, à compter de ces élections, élus au scrutin majoritaire binominal mixte. Les électeurs de chaque canton élisent au Conseil départemental, nouvelle appellation du Conseil général, deux membres de sexe différent, qui se présentent en binôme de candidats. Les conseillers départementaux sont élus pour 6 ans au scrutin binominal majoritaire à deux tours, l'accès au second tour nécessitant 12,5 % des inscrits au 1er tour. En outre la totalité des conseillers départementaux est renouvelée. Ce nouveau mode de scrutin nécessite un redécoupage des cantons dont le nombre est divisé par deux avec arrondi à l'unité impaire supérieure si ce nombre n'est pas entier impair, assorti de conditions de seuils minimaux. Dans le Pas-de-Calais, le nombre de cantons passe ainsi de 77 à 39. Le canton de Béthune est recréé par ce décret.
Il est formé de sept communes issues des anciens cantons de Béthune-Nord (4 communes), de Sains-en-Gohelle (1 commune) et de Béthune-Sud (2 communes). Il est entièrement inclus dans l'arrondissement de Béthune. Le bureau centralisateur est situé à Béthune.

## Représentation

### Conseillers d'arrondissement (de 1833 à 1940)
Le canton de Béthune avait deux conseillers d'arrondissement.
| Période | Période | Identité                                               | Étiquette            | Qualité |
| ------- | ------- | ------------------------------------------------------ | -------------------- | --- |
| 1833    | 1848    | Florentin Nicolas Joseph Delelis-Goudemetz (1795-1875) |                      | Propriétaire, maire de Fouquières (1823-1875) |
| 1833    | 1836    | François Joseph Lefebvre du Prey                       |                      | Juge d'instruction à Béthune |
| 1836    | 1852    | Benoit Alphonse Joseph Raparlier                       |                      | Propriétaire, adjoint au maire de Béthune |
| 1848    |         | M. Delelis                                             |                      | Propriétaire à Fouquières-lès-Béthune |
|         |         |                                                        |                      | |
| av.1884 | 1886    | Eugène Haynaut                                         | Républicain          | Docteur en médecine, chirurgien en chef de l'hôpital de Béthune, ancien Sous-Préfet de l'arrondissement de Montreuil (1870 à 1871), député de 1889 à 1891 |
| 1886    | 1892    | Aristide Mahieu-Sauvage                                | Républicain          | Ingénieur civil - Négociant en spiritueux à Béthune Président de la Chambre de commerce de Béthune                                                        |
|         |         |                                                        |                      | |
| 1895    | 1907    | Léon Hanicotte (1849-1918)                             | Républicain          | Distillateur, fabricant de sucre à Béthune |
| 1907    | 1910    | Ludovic-René Boutleux (1857-?)                         | Radical              | Médecin, conseiller municipal de Béthune |
| 1910    | 1913    | Pierre Rinquin (?-1925)                                | Radical de gauche    | Ancien directeur d'école dans le Finistère Inspecteur de l'enseignement primaire, maire de Béthune (1912-1918)                                            |
| 1913    | 1919    | Jules Senis (1860-1936)                                | Radical              | Bachelier ès-sciences, industriel (chaudronnier en cuivre), maire de Béthune (1907-1912 et 1919-1925) Président du Conseil d'arrondissement (1916-1919)   |
| 1919    | 1925    | Louis Victor Thilliez (1872-1945)                      | Républicain          | Médecin-chef de l'hôpital de Béthune |
| 1925    | 1937    | Louis Leleu (1858-1940)                                | Entente républicaine | Docteur en médecine, conseiller municipal de Béthune |
| 1937    | 1940    | Marcel Audegond (1909-1963)                            | SFIO                 | Professeur, conseiller municipal de Béthune (révoqué en 1941)                                                                                             |
| 1940    |         |                                                        |                      | Les conseils d'arrondissement ont été suspendus par la loi du 12 octobre 1940 et n'ont jamais été réactivés                                               |

### Conseillers généraux de 1833 à 1973
| Période                                  | Période      | Identité                             | Étiquette           | Qualité |
| ---------------------------------------- | ------------ | ------------------------------------ | ------------------- | --- |
| 1833                                     | 1836 (décès) | Eloi Benoît Louis Boidin (1786-1836) |                     | Ancien chef de bataillon Maire de Béthune |
| 1836                                     | 1855         | François Joseph Lefebvre du Prey     |                     | Président du Tribunal civil de Béthune, conseiller d'arrondissement                                                                          |
| 1855                                     | 1861         | Henri de Bellonet                    |                     | Maire de Béthune (1837-1862) |
| 1861                                     | 1871         | Germain Delebecque                   | Majorité dynastique | Professeur, Maître des requêtes au Conseil d'État Député (1834-1848, 1860-1870)                                                              |
| 1871                                     | 1880 (décès) | Charles Delisse-Engrand              | Droite              | Agriculteur, fabricant de sucre Industriel (sociétés houillères et financières) Maire de Béthune (1862-1870 et 1871-1878) Député (1874-1876) |
| 1880                                     | 1886         | Gustave Dellisse (fils du précédent) | Droite              | Industriel, député (1885-1889) |
| 1886                                     | 1892 (décès) | Eugène Haynaut                       | Républicain         | Médecin, maire de Béthune (1888-1891), conseiller d'arrondissement                                                                           |
| 1892                                     | 1898         | Aristide Mahieu-Sauvage              | Républicain         | Ingénieur civil - Négociant en spiritueux à Béthune Président de la Chambre de commerce de Béthune, conseiller d'arrondissement              |
| 1898                                     | 1910         | Fernand Bar                          | RG                  | Tanneur - Conseiller municipal de Béthune Député (1906-1914)                                                                                 |
| 1910                                     | 1919         | Ludovic-René Boutleux (1857-?)       | Radical             | Médecin, conseiller municipal de Béthune |
| 1919                                     | 1929         | Alexandre Morel                      | SFIO puis Soc.ind.  | Propriétaire à Béthune |
| 1929                                     | 1940         | Louis Victor Thilliez                | Rad.ind.            | Médecin à Béthune |
|                                          |              |                                      |                     | |
| 1943                                     | 1945         | Charles Chartiez (1898-1951)         | ?                   | Industriel, conseiller à la Banque de France Maire de Béthune (1935-1945) Nommé conseiller départemental en 1943                             |
|                                          |              |                                      |                     | |
| 1945                                     | 1961         | Émile Vanrullen                      | SFIO                | Professeur Sénateur (1946-1965) Ancien conseiller général du Canton de Châlons-sur-Marne                                                     |
| 1961                                     | 1967         | Maurice Cassez                       | MRP                 | Agriculteur Maire de Locon (1945-1971) Député (1958-1962)                                                                                    |
| 1967                                     | 1973         | Édouard Carlier                      | PCF                 | Cheminot retraité Député (1962-1968 et 1973-1978)                                                                                            |
| Les données manquantes sont à compléter. |              |                                      |                     | |

### Conseillers départementaux depuis 2015
| Période élective | Période élective | Mandat | Mandat   | Identité                | Nuance | Nuance | Qualité |
| ---------------- | ---------------- | ------ | -------- | ----------------------- | ------ | ------ | --- |
| 2015             | 2021             | 2015   | 2021     | Alain Delannoy          |        | PS     | Infirmier Maire de Lapugnoy Ancien conseiller général du Canton de Béthune-Sud (1998-2015)                                                                             |
| 2015             | 2021             | 2015   | 2021     | Nathalie Delbart        |        | MRC    | Assistante de Direction chez le bailleur social Pas-de-Calais Habitat Sixième Vice-présidente du Conseil départemental : culture, vie associative, éducation populaire |
| 2021             | 2028             | 2021   | en cours | Sylvie Meyfroidt Lefait |        | UDI    | Maire de Vendin-lès-Béthune |
| 2021             | 2028             | 2021   | en cours | Jean-Pascal Scalone     |        | LR     | Adjoint au maire de Béthune |

### Résultats détaillés

#### Élections de mars 2015
À l'issue du 1er tour des élections départementales de 2015, deux binômes sont en ballottage : Ludovic Pajot et Sylvie Titrent (FN, 35,01 %) et Alain Delannoy et Nathalie Delbart (Union de la Gauche, 26,54 %). Le taux de participation est de 46,74 % (14 515 votants sur 31 053 inscrits) contre 51,81 % au niveau départemental et 50,17 % au niveau national.
Au second tour, Alain Delannoy et Nathalie Delbart (Union de la Gauche) sont élus avec 55,66 % des suffrages exprimés et un taux de participation de 47,84 % (7 488 voix pour 14 857 votants et 31 053 inscrits).

#### Élections de juin 2021
Le premier tour des élections départementales de 2021 est marqué par un très faible taux de participation (33,26 % au niveau national). Dans le canton de Béthune, ce taux de participation est de 32,54 % (9 970 votants sur 30 643 inscrits) contre 35,19 % au niveau départemental. À l'issue de ce premier tour, deux binômes sont en ballottage : Sylvie Meyfroidt Lefait et Jean-Pascal Scalone (DVC, 40,56 %) et Sabine Fournier et Alexandre Maeseele (RN, 25,3 %).
Le second tour des élections est marqué une nouvelle fois par une abstention massive équivalente au premier tour. Les taux de participation sont de 34,36 % au niveau national, 34,96 % dans le département et 32,75 % dans le canton de Béthune. Sylvie Meyfroidt Lefait et Jean-Pascal Scalone (DVC) sont élus avec 67,71 % des suffrages exprimés (6 281 voix pour 10 040 votants et 30 654 inscrits),,. 

## Composition

### Composition avant 1973
Le canton de Béthune était composé de dix-sept communes :
- Béthune,
- Annezin,
- Essars,
- Hinges,
- La Couture,
- Locon,
- Oblinghem,
- Vendin,
- Vieille-Chapelle,
- Allouagne,
- Chocques,
- Fouquereuil,
- Fouquière,
- Labeuvrière,
- Lapugnoy,
- Verquigneul,
- Verquin.

### Composition depuis 2015
Le canton de Béthune comprend désormais sept communes entières.
| Nom                             | Code Insee | Intercommunalité                       | Superficie (km2) | Population (dernière pop. légale) | Densité (hab./km2) | Modifier                                    |
| ------------------------------- | ---------- | -------------------------------------- | ---------------- | --------------------------------- | ------------------ | ------------------------------------------- |
| Béthune (bureau centralisateur) | 62119      | CA de Béthune-Bruay, Artois-Lys Romane | 9,46             | 25 342 (2022)                     | 2 679              | modifier les données · modifier les données |
| Annezin                         | 62035      | CA de Béthune-Bruay, Artois-Lys Romane | 6,10             | 5 819 (2022)                      | 954                | modifier les données · modifier les données |
| Chocques                        | 62224      | CA de Béthune-Bruay, Artois-Lys Romane | 7,95             | 2 808 (2022)                      | 353                | modifier les données · modifier les données |
| Labeuvrière                     | 62479      | CA de Béthune-Bruay, Artois-Lys Romane | 6,11             | 1 651 (2022)                      | 270                | modifier les données · modifier les données |
| Lapugnoy                        | 62489      | CA de Béthune-Bruay, Artois-Lys Romane | 8,61             | 3 500 (2022)                      | 407                | modifier les données · modifier les données |
| Oblinghem                       | 62632      | CA de Béthune-Bruay, Artois-Lys Romane | 1,27             | 384 (2022)                        | 302                | modifier les données · modifier les données |
| Vendin-lès-Béthune              | 62841      | CA de Béthune-Bruay, Artois-Lys Romane | 3,63             | 2 384 (2022)                      | 657                | modifier les données · modifier les données |
| Canton de Béthune               | 6211       |                                        | 43,13            | 41 888 (2022)                     | 971                | modifier les données                        |

## Démographie
En 2022, le canton comptait 41 888 habitants, en évolution de −0,08 % par rapport à 2016 (Pas-de-Calais : −0,72 %, France hors Mayotte : +2,11 %).
| 2013   | 2018   | 2022   |
| ------ | ------ | ------ |
| 42 163 | 41 849 | 41 888 |